# Nachtigall (Orgel)

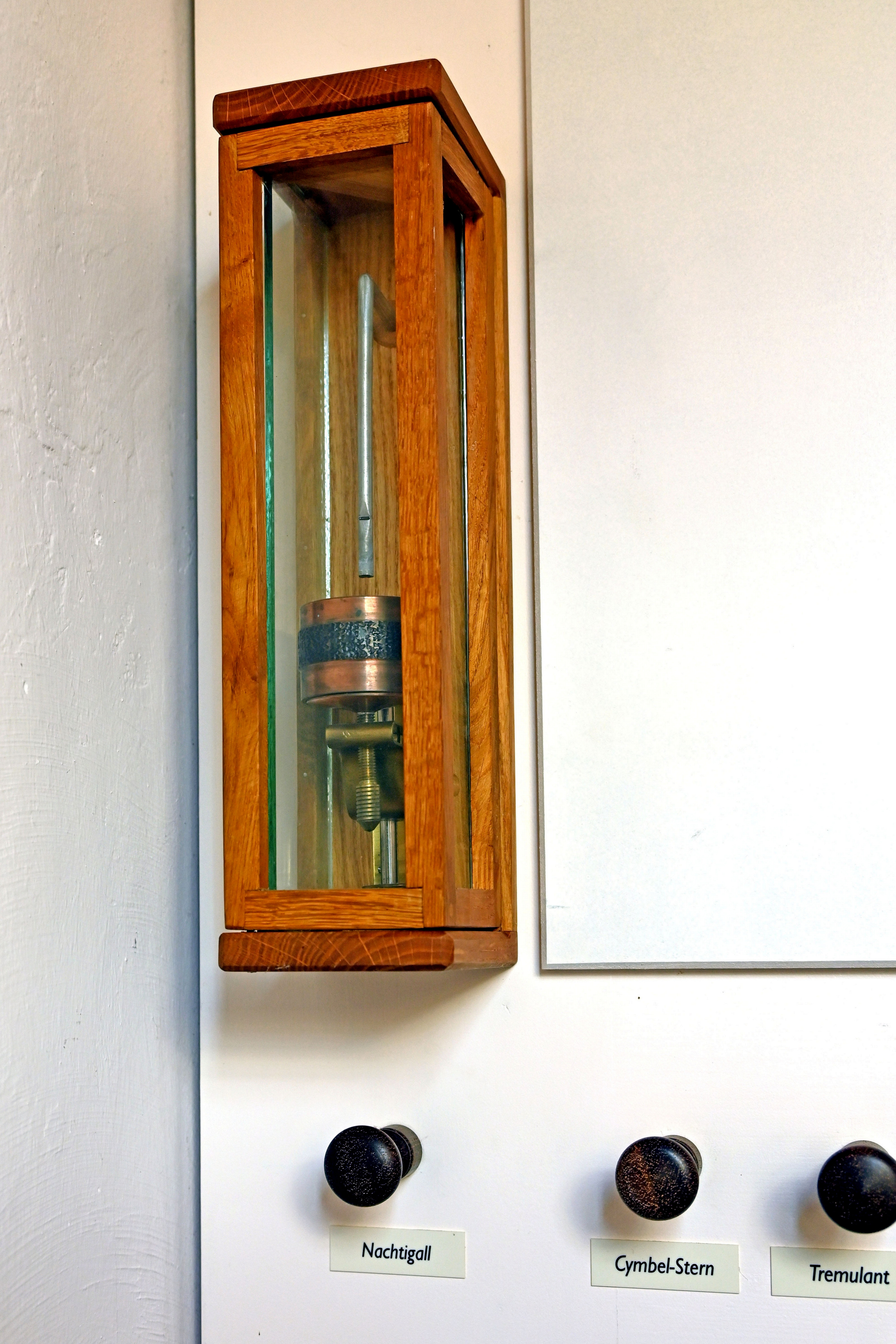
Maria-Hilf-Kapelle (Kerperscheid), Orgel der Firma G. Steinmann von 1948(1975,2005), Nachtigall

Die Nachtigall (auch Rosignol, Rossignol, Vogelgezwitscher, Vogelgeschrey oder Vogelsang genannt) ist ein Effektregister der Orgel.

## Konstruktion
Das Register besteht aus einer oder mehreren kleinen Orgelpfeife(n). Hierfür werden meistens Prinzipal-Pfeifen verwandt. Die Pfeif(ch)en sind entweder direkt am Windkanal oder an einer kleinen Kanzelle an einer Windlade angebracht und mit ihren Mündungen, d. h. kopfüber, in ein Gefäß mit Wasser getaucht. Das Funktionsprinzip ähnelt dem einer Wasserflöte.
Wird das Register aktiviert, d. h. strömt Luft in die kleine Windlade, wird die Luft unmittelbar in die Pfeif(ch)en weitergeleitet. Zusätzlich wird in einigen Fällen Luft durch ein perforiertes, am anderen Ende verschlossenes Röhrchen geleitet, welches sich am Boden des Wassergefäßes befindet. Durch das in Wellenbewegung versetzte Wasser verändert sich willkürlich die Länge der in der Pfeife schwingenden Luftsäule, wodurch hintereinander die verschiedensten Töne erklingen, die im Zusammenklang ein Vogelgezwitscher nachahmen.

## Vorkommen
Das Orgelregister Nachtigall ist seit dem frühen 16. Jahrhundert überliefert und ist über Ländergrenzen hinweg in Barockorgeln sehr beliebt. Im Laufe des 18. Jahrhunderts kam dieses Nebenregister aus der Mode und wurde im 19. Jahrhundert abschätzig beurteilt. In einem zeitgenössischen Handbuch heißt es:
„… ist ein Nebenzug, wodurch das Zwitschern der Vögel vorgestellt wird, es ist die abgeschmackteste und unsinnigste Vorrichtung, die je in den Orgeln angebracht worden ist (…) wodurch, (…), ein zwitschernder oder vielmehr gurgelnder Ton entsteht, der manchem großen und kleinen Kinde ausnehmend wohlgefällt. De gustibus non disputandum!“
Unter den wenigen modernen Orgeln mit Nachtigall-Register sind die Instrumente der Gustav-Adolf-Stabkirche in Hahnenklee (Niedersachsen) und der St.-Joseph-Kirche in Emsdetten (Nordrhein-Westfalen).